# The ways of Zion do mourn
The ways of Zion do mourn selon l'incipit (« Les chemins de Sion sont en deuil », HWV 264, composition également connue en tant que Funeral Anthem for Queen Caroline), est une hymne composée en 1737 par Georg Friedrich Haendel à l'occasion du décès de la reine Caroline, épouse du roi d'Angleterre George II.

## Historique
L'œuvre, composée en cinq jours du 7 au 12 décembre sur une commande du roi, fut interprétée par Haendel lui-même le 17 décembre 1737 lors des funérailles de la reine défunte à l'abbaye de Westminster. Une source comptait 140 musiciens environ. Le chœur réunissait la schola de Westminster, celle de la cathédrale Saint-Paul de Londres, la Chapel Royal du Palais Saint James et celle de Windsor. 
La reine Caroline, décédée le 20 novembre, connaissait Haendel depuis de très nombreuses années. Ils s'étaient rencontrés pour la première fois à Berlin, étant tous deux encore adolescents ; ils avaient à nouveau été en présence à Hanovre, et Haendel avait composé des duos en italien pour la jeune princesse qui allait épouser le Prince-Électeur futur roi d'Angleterre, et qui montrait un grand intérêt pour la musique. Elle avait toujours été un soutien fidèle, amie et protectrice du compositeur, qui fut personnellement très affecté lorsqu'elle mourut. De surcroît, cette princesse était une excellente chanteuse ayant reçu une bonne formation musicale. Il composa pour ce deuil personnel « le plus splendide et le plus émouvant des hommages funéraires » (J.F. Labie). L'admiration par les critiques est jusqu'ici nombreuse, tel Paul Henry Lang.

## Œuvre
Le texte se compose d'un arrangement inspiré et adapté de versets bibliques tirés de plusieurs livres de l'Ancien et du Nouveau Testament, à partir de la Bible du roi Jacques. L'auteur de texte est attribué à Edward Willes († 1773), futur évêque de Bath et Wells. Il était, à ces jours-là, le sous-doyen de l'abbaye de Westminster. Or, dans la préface de son édition critique, Clifford Bartlett préférait George Carleton, sous-doyen de la Chapelle royale.  
Le compositeur réutilisa cette œuvre en faveur de la première partie de son oratorio Israël en Égypte HWV54. En fait, Haendel avait voulu, en 1738, reprendre l'hymne original pour le concert spirituel. Or, le roi George II refusa sa représentation. Le compositeur dut donc modifier le texte en tant qu’Un oratorio. Pour ces deux œuvres, la composition musicale reste identique. Si cette première partie fut remplacée par d'autres pièces en 1758 par un disciple de Haendel, de nos jours l'exécution de la composition originale de Haendel est bien rétablie en raison de cette qualité exceptionnelle de la version tenue en 1739, issue de l'hymne funéraire.  
Le chœur s'accompagne de deux hautbois, deux violons, un alto, une basse continue et l'orgue. L'usage des violoncelle, basson, contrebasse et clavecin est facultatif.

## Caractéristique
Il est certain que le compositeur employa beaucoup le style de l'homophonie, typique et facile pour le chœur des anglicans. L'œuvre n'a pas besoin des musiciens virtuoses. La plupart des compositions vocales sont soutenues par les instruments. Or, un immense talent de Haendel donnait à cette œuvre une grande et profonde diversité qui permet de classer cette hymne dans les meilleurs chefs-d'œuvre du compositeur. La première pièce de chœur The ways of Zion do mourn se construit sur le cantus firmus traditionnel. Haendel enrichissait cette pièce avec plusieurs thèmes supplémentaires musicaux. La pièce suivante She put on righteousness est une polyphonie très développée, qui sauve cette hymne d'une simple homophonie. Il avait obtenu cette qualité de composition, à Rome, quand il était encore jeune (tel le Dixit Dominus). La But their name liveth evermore est une grande réflexion du motet funéral de Jacobus Gallus († 1591) Ecce quomodo moritur. En résumé, en faveur des obsèques de cette princesse si chère, Haendel met au bénéfice de l'œuvre tout son savoir-faire,. 
Il est remarquable que, sans récitatif en solo ni aria, le compositeur structurât cette œuvre tout entière en employant uniquement des matériaux choraux. À la célébration des obsèques de la reine, l'œuvre fut en effet entièrement chantée par le chœur, composé de 80 chanteurs mascluns. Jens Peter Larsen l'expliquait  (1957). Dans cet hymne funéral, le chœur n'est pas une assemblée, mais chaque choriste doit exprimer ses émotions tout comme soliste, en participant aux obsèques de leur chère dame. Ici, le choral est donc bien capable de créer la variété, grâce à une immense diversité de cette œuvre.    
C'est la raison pour laquelle Harold Decker soulignait que personne n'était capable de composer, dans cette limite, ce type de chef-d'œuvre, hormis quelques musiciens parmi les plus talentueux dont Haendel.   
Ce n'est pas par hasard que le musicologue Charles Burney († 1814) classe en son temps cette composition dans le peloton de tête des œuvres de Haendel,.
En dépit de l'immense unité de la structure musicale, les textes sont divisés en deux parties. La première se consacre au personnage de cette reine exceptionnelle, un hommage profond pour Elle. On peut affirmer que Haendel l'a composée en y investissant son émotion personnelle, pour rendre honneur à la mémoire de cette reine. La deuxième, à partir de The righteous shall be, est à la base de la tradition des obsèques britanniques. Le dernier mouvement est la bénédiction qui permet de conclure l'œuvre sur une note d'apaisement.

## Texte
| Pièce                | Texte anglais | Source | Texte en français |
| -------------------- | --- | --- | --- |
| Sinfonia             | | (ajoute de 1739)                                                                                          | |
| Chœur                | I. The ways of Zion do mourn and she is in bitterness ; all her people sigh and hang down their heads to the ground. How are the mighty fall'n She that was great among the nations and princess of the provinces !          | Lamentations I, 4 Lamentations I, 11 Lamentations II, 10 Deuxième livre de Samuel I, 19 Lamentations I, 1 | 1. Les chemins de Sion sont en deuil, et elle-même dans l'amertume : tout son peuple gémit et tous penchent le front vers le sol. 1bis. Comment sont tombés les puissants. Elle qui était grande parmi les nations et princesse des provinces ! |
| Chœur                | Ib. She put on righteousness and it clothed her; her judgment was a robe and a diadem. | Job XXIX, 14                                                                                              | 2. Elle endossait l'équité comme un vêtement sa justice était une robe et un diadème. |
| Chœur (et solos)     | II. When the ear heard her, then it blessed her, and when the eye saw her, it gave witness of her. | Job XXIX, 12                                                                                              | 3. Celui qui l'entendait, alors la bénissait, et celui qui la voyait lui rendait témoignage. |
| Chœur                | III. How are the mighty fall'n ! She that was great among the nations, and princess of the provinces ! | | (voir ci-dessus, 1bis) |
| Chœur                | IIIb. She delivered the poor that cried, the fatherless and him that had none to help him. Kindness, meekness and comfort were her tongue if there was any virtue, and if there was any praise, she thought on those things. | Job XXIX, 11 Ecclésiastique XXXVI, 25 Philippiens IV, 8                                                   | 5. Elle délivrait le pauvre qui criait au secours, l'orphelin et celui qui était sans appui. Sa langue était douceur, humilité et réconfort tout ce qui était vertueux et louable, tout cela occupait sa pensée.                                |
| Chœur                | IIIc. How are the mighty fall'n ! She that was great among the nation, and princess of the provinces ! | | (voir ci-dessus, 1bis) |
| (Solos et) chœur     | IV. The righteous shall be had in everlasting remembrance, and the wise will shine as the brightness of the firmament. | Psaume 112 (111), 6 Livre de Daniel XII, 3                                                                | 7. La mémoire du juste dure toujours, et ceux qui auront été intelligents brilleront comme la splendeur du ciel. |
| Chœur (ou quartette) | V. Their bodies are buried in peace. | Ecclésiastique XLIV, 14                                                                                   | 8. Leurs corps ont été ensevelis dans la paix. |
| Chœur                | Vb. But their name liveth evermore. | Ecclésiastique XLIV, 14                                                                                   | 9. Or leur nom reste vivant pour toutes les générations. |
| Chœur                | Vc. Their bodies are buried in peace. | | (voir ci-dessus, 8) |
| Chœur                | Vd. But their name liveth evermore. | | (voir ci-dessus, 9) |
| Chœur                | VI. The people will tell of their wisdom. | Ecclésiastique XLIV, 15                                                                                   | 12. Le peuple racontera leur sagesse. |
| Chœur                | VIb. And the congregation will shew forth their praise, their reward also is with the Lord, and the care of them is with the Most High.                                                                                      | Ecclésiastique XLIV, 15 Livre de la Sagesse V,15                                                          | 13. L'assemblée proclamera leur louanges, le Seigneur détient leur récompense, le Très-Haut prend soin d'eux. |
| Chœur (ou quartette) | VII. They shall receive a glorious kingdom and a beautiful crown from the Lord's hand. | Livre de la Sagesse V, 16                                                                                 | 14. Aussi recevrons-ils, de la main du Seigneur, le royaume de splendeur et le diadème de beauté. |
| Chœur                | VIII. The merciful goodness of the Lord endureth forever on them that fear him, and his righteousness on children's children.                                                                                                | Psaume 103 (102), 17                                                                                      | 15. La bonté de l'Éternel dure à jamais pour ceux qui le craignent, et sa miséricorde pour les enfants de leurs enfants. |

Sources (le groupement de mouvements est différent selon l'édition, car Haendel ne l'avait pas donné dans le manuscrit autographe) :

- I - VIII : édition critique de Carus-Verlag pour voix en 2009[2]
- 1 - 15 : partition en réduction pour orgue ou piano, publiée par les Éditions Novello & Co. en 1900 (voir ci-dessous).

## Publication
Pour la première fois, la partition fut publiée par J. Walsh en 1743, et intitulée The Anthem which was Parformed in Westminster Abbey for the Funeral of Queen Caroline. À partir de la publication de Samuel Arnold, tenue en 1786, la modification était fréquente dans l'optique d'adapter au goût de l'époque, avec les parties de solistes. Friedrich Chrysander suivit cette façon en divisant l'œuvre en deux parties de laquelle la deuxième se commence avec The righteous shall be had. De nos jours, ces modifications sont considérées comme ceux qui ne conforment pas la composition originale de Haendel.